# Francisco Mourelle

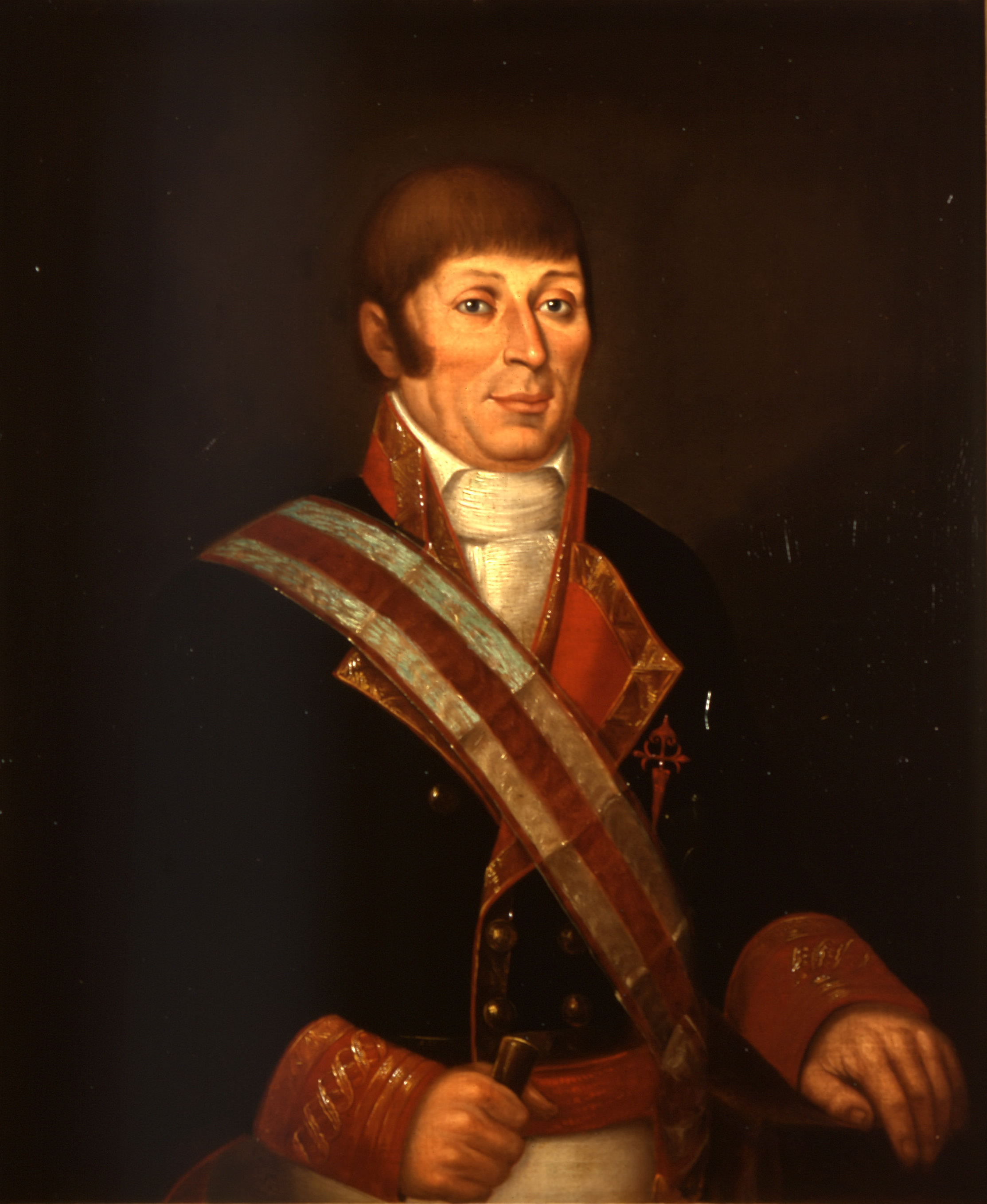
Francisco Antonio Mourelle

Francisco Antonio Mourelle de la Rúa (* 17. Juli 1750 in Corme, Spanien; † 24. Mai 1820 in Cádiz, Spanien) war ein Offizier der Armada Española, der sich als Expeditionsteilnehmer und Entdecker im Pazifik einen Namen machte. Er erreichte von San Blas aus die Küste von Alaska und unternahm mehrere Reisen zu den Philippinen. 1781 erreichte er Tonga und die Salomonen. Später war er Teilnehmer der Koalitionskriege.

## Expedition von 1775
Mourelle diente in der spanischen Marine und war als Steuermann auf der Korvette Dolores vor den Guayanas, Trinidad und den Antillen eingesetzt, bevor er im September 1773 nach Ferrol zurückkehrte. 1774 wurde er zum neuen Marinestützpunkt in San Blas, Mexiko, versetzt. Er schloss sich 1775 der Expedition von Bruno de Heceta und Juan Francisco de la Bodega y Quadra und diente als Steuermann auf Quadras Schoner Sonora. Am 29. Juli, etwa auf Höhe des 49. Grad nördlicher Breite (49º N), trennte sich die Expedition und Heceta kehrte nach Süden zurück, während Quadra und Mourelle weiter nach Norden gingen und 58º30'N erreichten. Sie entdeckten die später von Quadra nach Antonio María de Bucareli y Ursúa benannten Bucareli Bay und gingen dort vor Anker. Anschließend segelten sie wieder nach Süden, erreichten am 7. Oktober in Monterey, Kalifornien, und am 20. November 1775 San Blas.
Das von Mourelle während dieser Reise geführte Tagebuch kam auf unbekannten Wegen nach London, wo es übersetzt und veröffentlicht wurde. James Cook nutzte Informationen während seiner Reisen im pazifischen Nordwesten.

## Expedition von 1779
Während der Expedition von 1779 unter dem Kommando von Ignacio de Arteaga diente Mourelle erneut als stellvertretender Kommandant von Quadras Schiff Favorita. Das Ziel der Expedition war es, das Vordringen der Russen in Alaska zu untersuchen, die Nordwestpassage zu finden und James Cook gefangen zu nehmen, sofern er in von Spanien beanspruchten Gewässern eintreffen würde. Arteaga und Bodega y Quadra fanden Cook allerdings nicht, da dieser bereits im Februar 1779 auf Hawaii getötet worden war.
Die beiden Fregatten segelten direkt von San Blas nach Bucareli Bay in Alaska. Die Reise, die 81 Tagen dauerte und damit relativ schnell war, ließ Zeit für weitere Erkundungen. Arteaga und Bodega untersuchten Bucareli Bay und fuhren dann nach Norden zum heutigen Port Etches auf Hinchinbrook Island, nahe dem Eingang zum Prinz-William-Sund. Während die Schiffe vor Anker lagen, ging Arteaga mit einer Gruppe Seeleuten an Land, um eine formelle Besitzergreifung des Gebietes durchzuführen. Die Offiziere und Kapläne gingen in einer Prozession an Land und errichteten ein Kreuz, während Kanonen und Musketen Salutschüsse abfeuerten. Das Te Deum wurde gesungen, gefolgt von einer Litanei und Gebeten. Nach einer Predigt wurde eine formelle Besitzurkunde erstellt und von den Offizieren und Geistlichen unterzeichnet. Arteaga nannte den Ort Puerto de Santiago zum Gedenken an den heiligen Jakobus, den Schutzpatron Spaniens, dessen Festtag auf den 25. Juli fällt. Das Ereignis von Puerto de Santiago war noch Jahre danach wichtig, da er die Grundlage für Spaniens Souveränitätsanspruch im Nordpazifik bis 61°17′N bildete.
Arteaga und Bodega erkundeten auch Cook Inlet und die Kenai-Halbinsel, wo am 2. August 1779 im heutigen Port Chatham erneut eine Besitzergreifungzeremonie durchgeführt wurde. Am 8. September begann die Rückfahrt nach San Blas aufgrund verschiedener Schwierigkeiten und Krankheiten der Crews. Obwohl die Spanier ihre Erkundungsreisen und die gemachten Entdeckungen normalerweise geheim hielten, wurde die Reise von Arteaga und Bodega y Quadra von 1779 weithin bekannt. Der französische Seefahrer Jean-François de La Pérouse erhielt eine Kopie ihrer Karte, die 1798 veröffentlicht wurde. Mourelles Tagebuch wurde 1798 von Daines Barrington in London erworben und veröffentlicht. Die Rückreise nach San Blas dauerte bis zum 21. November 1779.

## Spätere Karriere

### Weitere Pazifikreisen
Während der späteren Jahre seines Dienstes in San Blas reiste Mourelle ausgiebig über den Pazifischen Ozean. 1781 versuchte er mit der La Princessa, eine südliche Route von den Philippinen nach Mexiko zu finden. Auf dieser Reise kartierte er 29 der 50 Inseln der Eremiten- und Ninigo-Inseln und entdeckte die Tench-Insel in Neuguinea sowie Ontong Java der Salomonen. Er besuchte Tonga und reiste durch die Ellice-Inseln (heute Tuvalu).
Mourelle entdeckte die Insel Niutao am 5. Mai 1781 für Europa. Er betrat die Insel jedoch nicht, sondern blieb außerhalb des Korallenriffes, als sich mehrere Kanus mit Insulanern näherten, die der Besatzung Kokosnüsse schenkten. Mourelle nannte die Insel daraufhin „El Gran Cocal“. Erst 1980 konnten Keith S. Chambers und Doug Munro Niutao als die Insel identifizieren, die Mourelle am 5. Mai 1781 benannt hatte, und lösten damit das sog. Geheimnis von Gran Cocal. Wegen anhaltenden Gegenwindes war er gezwungen, nach Guam zu segeln und anschließend über die Nordroute Mexiko zu erreichen.
Ebenfalls 1781 besuchte er Tonga. Weiterhin waren die Philippinen und Kanton, China, seine Reiseziele.
1792 war Mourelle als Kommandant der Mexicana auf einer Expedition zur Erkundung der Straße von Georgia vorgesehen, aber Alessandro Malaspina setzte einen seiner eigenen Offiziere, Cayetano Valdés, als Kommandanten des Schiffes ein. Dionisio Alcalá Galiano war Kommandeur der Sutil, dem Schwesterschiff der Mexicana.

### Koalitionskriege
1793 wurde Mourelle zurück nach Spanien versetzt. Am 9. Februar 1799 erhielt er die Beförderung zum Fregattenkapitän und nahm am Zweiten Koalitionskrieg gegen Großbritannien teil. Hierbei war er zunächst in Algeciras, dann ab Oktober 1800 in Cádiz stationiert und operierte hauptsächlich gegen das britische Gibraltar.
Als sich der Dritte Koalitionskrieg bereits abzeichnete, übernahm Mourelle auf königlichen Befehl vom 12. Dezember 1804 das Kommando über die Station Algeciras und war wiederum gegen Gibraltar eingesetzt. Am 27. Juli 1806 wurde er in den Rang eines Kapitäns zur See befördert und zum Kommandanten der Station Málaga ernannt, wobei er erneut gegen die Briten kämpfte. Am 4. Mai 1808, inzwischen war der Aufstand in Spanien ausgebrochen, wurde Mourelle Kommandant der Station in Ceuta und war mit den Schiffen seiner Station an der Blockade französischer Kriegsschiffe unter Admiral François Étienne de Rosily-Mesros im Juni 1808 in Cádiz beteiligt.
Am 23. Oktober 1809 erhielt er das Kommando über die Algeciras mit der er am 16. November in See ging, um dringend benötigten Nachschub nach Havanna und Veracruz zu befördern. Am 2. Mai 1810 kehrte er zurück. Im Anschluss befehligte er mehrere Küstenexpeditionen gegen französische Stellungen in Andalusien, so etwa an den Ufern des Flusses Guadalete. Am 25. Mai 1811 erhielt Mourelle seine Beförderung zum Kommodore und führte er sein Kommando bis zum 29. April 1813 weiter.
Am 30. Juni wurde er zum Mitglied des Generalrates ernannt und erhielt am 12. Mai 1815 das Kommando über die San Julián, die allerdings aufgrund von Ausrüstungsmängeln nicht mehr eingesetzt werden konnte.

### Letzte Jahre
Im November 1818 wurden in Andalusien Truppen konzentriert, um einen Aufstand des Vizekönigreich La Plata niederzuschlagen. Mourelle wurde beauftragt, mit 14 Schiffen die Eskorte der Truppentransports zu übernehmen. Vor der Abreise brach allerdings am 1. Januar 1820 in Sevilla die Spanische Revolution von 1820 unter Rafael del Riego aus.
Der Auslandseinsatz der Streitkräfte wurde somit abgesagt und Mourelle, der sich im Aufstandsgeschehen auf der Seite des Königs positionierte und bereits gesundheitlich angeschlagen war, gab das Kommando über die Geleitflotte am 18. April 1818 ab.
Mourelle starb am 24. Mai 1820 im Alter von 69 Jahren.

## Namensgebung
Maurelle Island im Archipel der Discovery Islands vor der Südküste von British Columbia wurde nach Mourelle benannt.